# Grupo Bahia
O Grupo Bahia, também conhecido como Série Bahia, é um grupo geológico aptiano da Bacia do Recôncavo na Bahia. Restos de dinossauro estão entre os fósseis que foram recuperados da formação, embora nenhum ainda tenha sido referido a um gênero específico. Os conglomerados foram depositados em um estuário ambiente deposicional.